# I’m Old Fashioned (sång)
I'm Old Fashioned är en sång från 1942 med musik av Jerome Kern och text av Johnny Mercer. Den skrevs för filmen You Were Never Lovelier (1942) där den sjöngs av Nan Wynn (som dubbade Rita Hayworth) i ett sång- och dansnummer med Fred Astaire.
Den första inspelningen gjordes 1942 av Astaire med John Scott Trotter och hans orkester (Decca 18490).

## Inspelningar (urval)
- 1957 – John Coltrane: Blue Train
- 1960 – Margaret Whiting: Margaret Whiting Sings the Jerome Kern Songbook
- 1963 – Ella Fitzgerald: Ella Fitzgerald Sings the Jerome Kern Songbook
- 1964 – Jack Jones: Bewitched
- 1964 – Eje Thelin: Eje Thelin Quintet at The German Jazz Festival 1964
- 1977 – Susannah McCorkle: The Songs of Johnny Mercer
- 1990 – Rita Reys: Swing & Sweet
- 1997 – Stacey Kent: Close Your Eyes
- 2004 – Johanna Grüssner: No More Blues
- 2004 – Lina Nyberg: A Song Book
- 2006 – Margareta Bengtson: I'm Old Fashioned